# Anni Carlsson
Anni Ruth Carlsson (geborene Rebenwurzel; * 1. November 1911 in Charlottenburg; † 20. Februar 2001 in Berlin) war eine deutsche Germanistin und Übersetzerin.

## Leben
Carlsson, Tochter eines Bankiers, studierte ab 1931 Philosophie, Deutsche Philologie und Geschichte an den Universitäten Berlin, Köln und Basel. 1939 wurde sie an letzterer über die Philosophie des Novalis bei Nicolai Hartmann und Herman Schmalenbach promoviert.
Carlsson heiratete Ende der 1930er Jahre einen Schweden und lebte zunächst in Göteborg, ab 1939 in Stockholm. 1950 zog sie nach Göttingen und kehrte erst 1996 nach Berlin zurück.
Carlsson veröffentlichte Arbeiten zur deutschen und skandinavischen Literatur sowie deren Beziehungen und zur Literaturkritik. Sie war Herausgeberin des Briefwechsels zwischen Hermann Hesse und Thomas Mann (Suhrkamp, Frankfurt am Main 1968; zahlreiche Neuauflagen und Übersetzungen).
Carlsson übersetzte zahlreiche Werke dänischer, norwegischer und schwedischer Autoren ins Deutsche, darunter das „Bilderbuch ohne Bilder“ sowie Märchen von Hans Christian Andersen, die Familiengeschichte „Als die Kastanien blühten“ von Verner von Heidenstam, Erzählungen von Eyvind Johnson, Selma Lagerlöf und August Strindberg, Kinder- und Jugendbücher von Maria Gripe und Birgitta Stenberg sowie Gedichte von Karl Vennberg.

## Schriften (Auswahl)

### Monographien
- Die Fragmente des Novalis. Helbing & Lichtenhahn, Basel 1939 (zugleich Dissertation).
- Gesang ist Dasein: Rilkes geistiger Weg von Prag nach Muzot. Ein Beitrag zur Typologie des Genius. Hoffmann & Campe, Hamburg 1949.
- Die deutsche Buchkritik von der Reformation bis zur Gegenwart. Francke, Bern/München 1969.
- Teufel, Tod und Tiermensch. Phantastischer Realismus als Geschichtsschreibung der Epoche. Athenäum-Verlag, Kronberg/Ts. 1978.
- Ibsen, Strindberg, Hamsun. Essays zur skandinavischen Literatur. Athenäum-Verlag, Kronberg/Ts. 1978.
- Edvard Munch. Leben und Werk. Belser, Stuttgart/Zürich 1984.

### Aufsätze
- Zu Hermann Hesse, Eine Stunde hinter Mitternacht. In: Neue Schweizer Rundschau: Wissen und Leben, N.F. 10 (1942/43), S. 54–57.
- Hermann Hesses „Glasperlenspiel“ in seinen Lebensgesetzen. In: Trivium. Schweizerische Vierteljahresschrift für Literaturwissenschaft und Stilkritik, 4 (1946), S. 175–201.
- Der Mythos im neunzehnten Jahrhundert. In: Schweizer Rundschau. Monatsschrift für Geistesleben und Kultur, 47 (1947/48), S. 510–515.
- Neue Aufgaben der Literaturwissenschaft. In: Universitas: Orientieren! Wissen! Handeln!, 3 (1948), S. 421–426.
- Das Faustmotiv bei Thomas Mann. In: Deutsche Beiträge. Eine Zweimonatsschrift, 3 (1949), S. 343–362.
- Goethes „Faust“ als mythisches Weltbild. In: Deutsche Vierteljahrsschrift für Literaturwissenschaft und Geistesgeschichte, 23 (1949), S. 433–448.
- Der Dichter und die Wirklichkeit. In: Germanisch-Romanische Monatsschrift, N.F. 1 (1950), S. 316–318.
- Abschied von Nicolai Hartmann: Würdigung des deutschen Philosophen und Lehrers an der Universität Marburg. In: Schweizer Rundschau: Monatsschrift für Geistesleben und Kultur, 51 (1951/52), S. 219–225.
- Dichtung als Hieroglyphe des Zeitalters: Hermann Hesses „Morgenlandfahrt“. In: Neue Schweizer Rundschau: Wissen und Leben, N.F. 20 (1952/53), S. 165–168.
- Bilderbuch ohne Bilder: Zu van Goghs Briefen. In: Neue Schweizer Rundschau: Wissen und Leben, N.F. 20 (1952/53), S. 591–597.
- Die Kunst des langen Satzes. In: Wirkendes Wort, 3 (1952/53), S. 5–11.
- Literaturmetaphysik im feuilletonistischen Zeitalter. Essay über die zeitgenössische Literaturkritik. In: Neue Schweizer Rundschau: Wissen und Leben, N.F. 21 (1953/54), S. 74–85.
- Der Meeresgrund in der neueren Dichtung. Abwandlungen eines symbolischen Motivs von H. C. Andersen bis Th. Mann. In: Deutsche Vierteljahrsschrift für Literaturwissenschaft und Geistesgeschichte, 28 (1954), S. 221–233.
- Das mythische Wahnbild Richard Wagners. In: Deutsche Vierteljahrsschrift für Literaturwissenschaft und Geistesgeschichte, Bd. 29 (1955), S. 237–254.
- Das moderne Gedicht und die Wirklichkeit. In: Universitas: Orientieren! Wissen! Handeln!, 10 (1955), S. 817–828.
- Die deutsche Sprache und Thomas Mann. In: Universitas: Orientieren! Wissen! Handeln!, 12 (1957), S. 617–628.
- Der Mythos als Maske Friedrich Nietzsches. In: Germanisch-Romanische Monatsschrift, 39 N.F. 8 (1958), S. 388–401.
- Aspekte des Mythos im neunzehnten Jahrhundert: Andersen und Ibsen. In: Wirkendes Wort, 9 (1959), S. 36–43.
- Der Kritiker Thomas Mann. In: Universitas: Orientieren! Wissen! Handeln!, 22 (1967), S. 1181–1188.
- Ibsenspuren im Werk Fontanes und Thomas Manns. In: Deutsche Vierteljahrsschrift für Literaturwissenschaft und Geistesgeschichte, 43 (1969), S. 289–296.
- Endspiel auf Nietzsches Innenbühne. Zu Nietzsches Gedicht „Klage der Ariadne“ aus den „Dionysosdithyramben“ . In: Germanisch-Romanische Monatsschrift, 52 (1972), S. 180–185.
- Literatur und Leben: Zu Heimito von Doderers Tagebüchern. In: Germanisch-Romanische Monatsschrift, 58 (1977), S. 329–335.
- Rosmersholm – ein Beitrag zur Psychologie des Verbrechens Ibsens „Schuld und Sühne“. In: Deutsche Vierteljahrsschrift für Literaturwissenschaft und Geistesgeschichte, 53 (1979), Seite 544–566.
- Vom Narren bis zum Küchenmeister der Phantasie. Modellfiguren der Erzählkunst 1494 bis 1977. In: Simpliciana, 2 (1980), S. 53–69 und Simpliciana, 3 (1981), S. 101–139.
- Willibald Alexis – ein Bahnbrecher des deutschen Romans. In: Zeitschrift für deutsche Philologie, 102 (1983), S. 541–563.

### Herausgeberschaften
- Schwedische Volksmärchen. Verlag Der Greif, Wiesbaden 1953.
- Fabeln der Völker aus drei Jahrtausenden. L. Schneider, Heidelberg 1959.
- Von der Katze, die eine Hexe war. Märchen und Zaubergeschichten aus Skandinavien. Bertelsmann, München 1987.